# 普雷波坦
普雷波坦（法語：Prépotin，法語發音：[pʁepɔtɛ̃] ⓘ）是法国奥恩省的一个旧市镇，位于该省东部，属于莫尔塔涅欧佩什区。2016年1月1日，普雷波坦和相邻的另外9个市镇合并为新市镇图鲁夫尔欧佩什（Tourouvre au Perche）。

## 地理
普雷波坦（48°36'49"N, 0°34'39"E）面积10.53 平方千米，位于法国诺曼底大区奧恩省，该省份为法国西北部内陆省份，北起顺时针与卡爾瓦多斯省、厄尔省、厄尔-卢瓦省、萨尔特省、马耶讷省和芒什省接壤。
与普雷波坦接壤的市镇（或旧市镇、城区）包括：索利尼拉特拉普、布勒索莱特、比贝尔特雷、利涅罗勒、圣塞罗娜-莱莫尔塔涅。

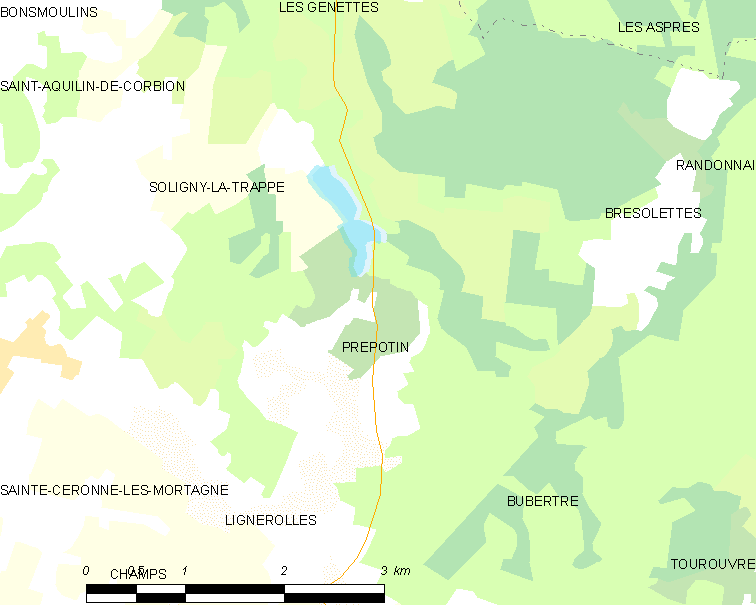
普雷波坦的OSM定位图

普雷波坦的时区为UTC+01:00、UTC+02:00（夏令时）。

## 行政
普雷波坦的邮政编码为61190，INSEE市镇编码为61338。

## 政治
普雷波坦所属的省级选区为图鲁夫尔欧佩什县。

## 人口

1962-2008年间普雷波坦人口变化图示

普雷波坦于2018年1月1日时的人口数量为121人。